# Nederlandse kampioenschappen atletiek 1977
In 1977 werden de Nederlandse kampioenschappen atletiek gehouden op 8, 9 en 10 juli in Sittard. De organisatie lag in handen van atletiekvereniging Unitas.
Bemoedigend waren op dit kampioenschap de loopnummers, waarop tal van goede resultaten werden geboekt. Op de technische nummers was er echter meer dan ooit sprake van misère.

## Uitslagen

### 100 m
| rang   | atleet         | prestatie |
| ------ | -------------- | --------- |
| Goud   | Bert de Jager  | 10,98 s   |
| Zilver | Ron van Wilgen | 11,08 s   |
| Brons  | Bert Lambeck   | 11,09 s   |

| rang   | atlete          | prestatie |
| ------ | --------------- | --------- |
| Goud   | Elly Henzen     | 12,01 s   |
| Zilver | Riet Visschers  | 12,09 s   |
| Brons  | Lilian Gillisen | 12,09 s   |

### 200 m
| rang   | atleet        | prestatie |
| ------ | ------------- | --------- |
| Goud   | Aart Veldhoen | 21,46 s   |
| Zilver | Ben Callemeyn | 21,95 s   |
| Brons  | Ed Trumpet    | 21,97 s   |

| rang   | atlete          | prestatie |
| ------ | --------------- | --------- |
| Goud   | Elly Henzen     | 23,95 s   |
| Zilver | Lilian Gillisen | 23,99 s   |
| Brons  | Els Vader       | 24,01 s   |

### 400 m
| rang   | atleet            | prestatie |
| ------ | ----------------- | --------- |
| Goud   | Harry Schulting   | 47,12 s   |
| Zilver | Ronaldo Mercelina | 48,26 s   |
| Brons  | Huub ter Haar     | 48,52 s   |

| rang   | atlete            | prestatie |
| ------ | ----------------- | --------- |
| Goud   | Truus van Amstel  | 54,81 s   |
| Zilver | Wilma Hillen      | 54,91 s   |
| Brons  | Fridy Meulendijks | 55,35 s   |

### 800 m
| rang   | atleet          | prestatie |
| ------ | --------------- | --------- |
| Goud   | Evert Hoving    | 1.47,11   |
| Zilver | Eric van Amstel | 1.48,69   |
| Brons  | Koen Gijsberts  | 1.49,21   |

| rang   | atlete          | prestatie |
| ------ | --------------- | --------- |
| Goud   | Olga Commandeur | 2.03,79   |
| Zilver | Monique Jansen  | 2.05,02   |
| Brons  | Riet Kruiswijk  | 2.06,96   |

### 1500 m
| rang   | atleet        | prestatie |
| ------ | ------------- | --------- |
| Goud   | Joost Borm    | 3.43,8    |
| Zilver | Klaas Lok     | 3.43,8    |
| Brons  | Wijnand Bladt | 3.46,1    |

| rang   | atlete             | prestatie |
| ------ | ------------------ | --------- |
| Goud   | Joke van Gerven    | 4.15,75   |
| Zilver | Annie van Stiphout | 4.23,04   |
| Brons  | Tineke Kluft       | 4.24,36   |

### 5000 m/3000 m
| rang   | atleet         | prestatie |
| ------ | -------------- | --------- |
| Goud   | Jos Hermens    | 13.41,2   |
| Zilver | Gerard Tebroke | 13.45,0   |
| Brons  | Piet Vonck     | 13.55,0   |

| rang   | atlete             | prestatie |
| ------ | ------------------ | --------- |
| Goud   | Joke van Gerven    | 9.05,6    |
| Zilver | Annie van Stiphout | 9.18,4    |
| Brons  | Carla Beurskens    | 9.20,6    |

### 10.000 m
| rang   | atleet      | prestatie |
| ------ | ----------- | --------- |
| Goud   | Jos Hermens | 29.49,0   |
| Zilver | Piet Vonck  | 29.51,6   |
| Brons  | Roelof Veld | 30.02,8   |

### 110 m horden/100 m horden
| rang   | atleet             | prestatie |
| ------ | ------------------ | --------- |
| Goud   | Jan Willem Boogman | 14,80 s   |
| Zilver | Henk Kort          | 15,02 s   |
| Brons  | Peter Gravesteyn   | 15,19 s   |

| rang   | atlete          | prestatie |
| ------ | --------------- | --------- |
| Goud   | Sylvia Barlag   | 14,24 s   |
| Zilver | Els Stolk       | 14,60 s   |
| Brons  | Henriëtte Vooys | 14,75 s   |

### 200 m horden
| rang   | atleet             | prestatie |
| ------ | ------------------ | --------- |
| Goud   | Jan Willem Boogman | 24,70 s   |
| Zilver | Jan Struijk        | 25,14 s   |
| Brons  | Ger Heinsius       | 25,22 s   |

### 400 m horden
| rang   | atleet             | prestatie |
| ------ | ------------------ | --------- |
| Goud   | Harry Schulting    | 50,82 s   |
| Zilver | Hugo Pont          | 53,09 s   |
| Brons  | Jan Willem Boogman | 53,61 s   |

| rang   | atlete         | prestatie |
| ------ | -------------- | --------- |
| Goud   | Wilma Hillen   | 60,22 s   |
| Zilver | Leny Jansen    | 60,89 s   |
| Brons  | Cobi Körmeling | 62,63 s   |

### 3000 m steeple
| rang   | atleet           | prestatie |
| ------ | ---------------- | --------- |
| Goud   | Steef Kijne      | 8.53,0    |
| Zilver | Chris Semplonius | 8.55,0    |
| Brons  | Hans Koeleman    | 8.59,6    |

### 20 km snelwandelen
| rang   | atleet        | prestatie |
| ------ | ------------- | --------- |
| Goud   | Tjabel Ras    | 1:44.04,6 |
| Zilver | Nico Schroten | 1:47.20,8 |
| Brons  | Koos Keijzer  | 1:51.13,8 |

### Verspringen
| rang   | atleet     | prestatie |
| ------ | ---------- | --------- |
| Goud   | Ed Trumpet | 7,43 m    |
| Zilver | Roy Sedoc  | 7,41 m    |
| Brons  | Ed Pireau  | 7,20 m    |

| rang   | atlete          | prestatie |
| ------ | --------------- | --------- |
| Goud   | Sylvia Barlag   | 6,17 m    |
| Zilver | Mirjam van Laar | 6,08 m    |
| Brons  | Els Stolk       | 6,04 m    |

### Hink-stap-springen
| rang   | atleet           | prestatie |
| ------ | ---------------- | --------- |
| Goud   | Ad de Jong       | 14,84 m   |
| Zilver | Max van der Does | 14,46 m   |
| Brons  | Jan van Dijk     | 14,15 m   |

### Hoogspringen
| rang   | atleet           | prestatie |
| ------ | ---------------- | --------- |
| Goud   | Raymond de Vries | 2,09 m    |
| Zilver | Leo Poirot       | 2,06 m    |
| Brons  | Kees Meesters    | 2,00 m    |

| rang   | atlete             | prestatie |
| ------ | ------------------ | --------- |
| Goud   | Mirjam van Laar    | 1,85 m    |
| Zilver | Sylvia Barlag      | 1,78 m    |
| Brons  | Lia van der Linden | 1,75 m    |

### Polsstokhoogspringen
| rang   | atleet          | prestatie |
| ------ | --------------- | --------- |
| Goud   | Eltjo Schutter  | 4,60 m    |
| Zilver | Pim Göbel       | 4,60 m    |
| Brons  | Rolf Veenendaal | 4,50 m    |

### Kogelstoten
| rang   | atleet       | prestatie |
| ------ | ------------ | --------- |
| Goud   | Sjaak Ruhl   | 15,96 m   |
| Zilver | Jacq Janssen | 15,05 m   |
| Brons  | Rob Hermans  | 15,04 m   |

| rang   | atlete        | prestatie |
| ------ | ------------- | --------- |
| Goud   | Ria Stalman   | 13,57 m   |
| Zilver | Betty Bogers  | 13,56 m   |
| Brons  | Jennifer Smit | 13,10 m   |

### Discuswerpen
| rang   | atleet       | prestatie |
| ------ | ------------ | --------- |
| Goud   | Harry Zitzen | 52,36 m   |
| Zilver | Rob Hermans  | 46,50 m   |
| Brons  | Rob de Jong  | 46,08 m   |

| rang   | atlete       | prestatie |
| ------ | ------------ | --------- |
| Goud   | Ria Stalman  | 54,16 m   |
| Zilver | Bea Wiarda   | 48,58 m   |
| Brons  | Betty Bogers | 46,16 m   |

### Speerwerpen
| rang   | atleet           | prestatie |
| ------ | ---------------- | --------- |
| Goud   | Nico Hellendoorn | 64,82 m   |
| Zilver | Rob van Bokhoven | 64,58 m   |
| Brons  | Johan Nieskens   | 59,04 m   |

| rang   | atlete                 | prestatie |
| ------ | ---------------------- | --------- |
| Goud   | Elly van Beuzekom-Lute | 51,70 m   |
| Zilver | Janneke Vierkant       | 46,58 m   |
| Brons  | Ingrid Hoogeveen       | 43,62 m   |

### Kogelslingeren
| rang   | atleet           | prestatie |
| ------ | ---------------- | --------- |
| Goud   | Carel ter Horst  | 53,32 m   |
| Zilver | Frank Eilander   | 48,18 m   |
| Brons  | Wil van Uythoven | 48,06 m   |

1904 · 
1908 · 
1909 · 
1910 · 
1911 · 
1912 · 
1913 · 
1914 · 
1915 · 
1917 · 
1918 · 
1919 · 
1920 · 
1921 · 
1922 · 
1923 · 
1924 · 
1925 · 
1926 · 
1927 · 
1928 · 
1929 · 
1930 · 
1931 · 
1932 · 
1933 · 
1934 · 
1935 · 
1936 · 
1937 · 
1938 · 
1939 · 
1940 · 
1941 · 
1942 · 
1943 · 
1944 · 
1946 · 
1947 · 
1948 · 
1949 · 
1950 · 
1951 · 
1952 · 
1953 · 
1954 · 
1955 · 
1956 · 
1957 · 
1958 · 
1959 · 
1960 · 
1961 · 
1962 · 
1963 · 
1964 · 
1965 · 
1966 · 
1967 · 
1968 · 
1969 · 
1970 · 
1971 · 
1972 · 
1973 · 
1974 · 
1975 · 
1976 · 
1977 · 
1978 · 
1979 · 
1980 · 
1981 · 
1982 · 
1983 · 
1984 · 
1985 · 
1986 · 
1987 · 
1988 · 
1989 · 
1990 · 
1991 · 
1992 · 
1993 · 
1994 · 
1995 · 
1996 · 
1997 · 
1998 · 
1999 · 
2000 · 
2001 · 
2002 · 
2003 · 
2004 · 
2005 · 
2006 · 
2007 · 
2008 · 
2009 · 
2010 · 
2011 · 
2012 · 
2013 · 
2014 · 
2015 · 
2016 ·
2017 ·
2018 ·
2019 ·
2020 ·
2021 ·
2022 ·
2023 ·
2024 ·
2025